# آپو (فیلم ۲۰۰۰)
آپو (به انگلیسی: Appu) فیلمی هندی محصول سال ۲۰۰۰ و به کارگردانی اس. ان سوامی است. در این فیلم بازیگرانی همچون پراشانت، دیوایانی و پراکاش راج ایفای نقش کرده‌اند.